# フレッシュ・カーロイ
フレッシュ・カーロイ（ハンガリー語: Flesch Károly, 1873年10月9日 モション - 1944年11月14日 ルツェルン）は、ハンガリー出身のユダヤ系ヴァイオリニスト。一般的にはカール・フレッシュ（英語: Carl Flesch）の姓名で知られ、また演奏家としてよりも、数々の演奏家を世に送り出した卓越した音楽教育者として世界的に知られている。

## 略歴
6歳よりヴァイオリンの演奏を始める。10歳でウィーンに行き、ヤーコプ・グリュンに入門する。1890年、17歳でフランスに渡り、1894年までパリ音楽院に留学して当初はウジェーヌ・ソゼーに、のちマルタン・マルシックに師事した。1895年にウィーンにてデビューを果たす。バロック音楽から同時代の音楽までの幅広いレパートリーをもったソリストとして、また、フーゴ・ベッカーやアルトゥール・シュナーベルとピアノ三重奏団を組むなど室内楽奏者として知られるようになり、1897年以降はヴァイオリン教師としても活動した。さしあたって1902年までブカレスト音楽院で、次いで1903年から1908年までアムステルダム音楽院で、最後に1903年から1926年までベルリンで教授を務めた（さらに1924年以降はフィラデルフィアのカーティス音楽院にも出講している）。その後は1934年までバーデン＝バーデンに暮らすが、1934年に第三帝国を去ってロンドンに行き、その後アムステルダムとルツェルンに移った。

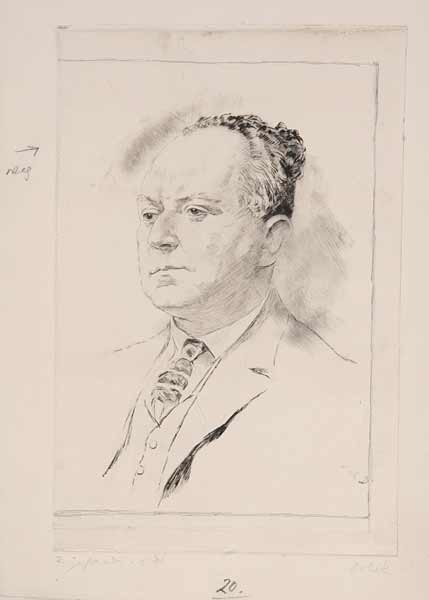
カール・フレッシュ

教育者として数々の指導書を発表しており、中でも「ヴァイオリニストのバイブル」と俗称されたこともある『ヴァイオリン演奏の技法（ドイツ語: Die Kunst des Violin-Spiels）』（1923年-1928年）は、ヴァイオリニストを単なるヴィルトゥオーゾとしてよりも、芸術家として観念化したことで知られている。『音階教本（ドイツ語: Das Skalensystem）』は、ヴァイオリン教育に必携の資料となっている。ルイス・クラスナーがアルバン・ベルクのヴァイオリン協奏曲を初演する際にフレッシュは、技巧上の難点について相談を受けた。
著名な門弟に、ヨーゼフ・ハシッド、イダ・ヘンデル、ジネット・ヌヴー、ヘンリク・シェリング、イフラ・ニーマン、イヴリー・ギトリス、エリック・ローゼンブリス、マックス・ロスタル、リカルド・オドノポソフ、シモン・ゴールドベルク、ティボール・ヴァルガ、ノルベルト・ブライニン、シュテファン・フレンケルらといった錚々たる顔触れが揃っており、それぞれ演奏家や教育者として名を揚げた。
ストラディヴァリの「ブランカッチョ」を所蔵していたが、1928年にニューヨーク証券取引所に投資していた財産を失うと、やむなくこの銘器を手離した。

## 逸話
- モーツァルトについて

「ある音楽家の教養の程度は、彼のモーツァルトに対する関係で分かる。相当の歳にならねばモーツァルトを理解することができない、というのは、よく知られた事実である。若い人たちは、モーツァルトを単純、単調、冗漫だと思う。人生という嵐によって純化された人だけが、単純さの崇高な要素と、霊感の直接性を理解するのである。」

## 参考書籍
- Carl Flesch: The Memoirs of Carl Flesch (trans. Hans Keller and ed. by him in collaboration with C.F.Flesch); foreword by Max Rostal (1957).
- Carl Flesch: The Art Of Violin Playing, Books 1 & 2 Translated & Edited by Eric Rosenblith. New York: Carl Fischer © Edition #/ISBN O 2046
- Boris Schwarz: Great Masters of the Violin; forward by Yehudi Menuhin.  New York: Simon and Schuster © 1983.